# Santuario della Madonna del Bosco (Novara)
Il santuario della Madonna del Bosco di Novara è un santuario situato nella città piemontese sulle rive del torrente Agogna, in Corso Vercelli

## Storia
Il santuario fu edificato tra il 1881 e il 1887.
Nel 1890, su disegno del Marietti e a spese del canonico Piero Burio, si eresse davanti all'olmo una piccola tettoia, successivamente l'edificio religioso subì numerosi rifacimenti e sistemazioni, rispettivamente nel 1897 e nel 1968.
Un certo Edoardo Lenta, nel 1859, per sfuggire ad alcuni soldati austriaci, si rifugiò su di un olmo sul quale promise alla Madonna che se si fosse salvato avrebbe scolpito l'immagine della Vergine nel legno di quell'albero.
Scampò al pericolo, e si impegnò a scolpire l'immagine della Madonna nel tronco. In primo luogo scolpì nel legno dell'olmo l'immagine della Vergine Immacolata, successivamente, in seguito ad atti vandalici che hanno rovinato irremidiabilmente la sacra effigie la riscolpì, questa volta addolorata. La devozione per l'immagine della Vergine crebbe e la popolazione accorreva numerosa a pregare.
Inoltre, due anni prima, una certa Cristina Bruneri nel 1875, presso il santuario, riacquistò la vista perduta. Nei pressi del santuario si trova una Via Crucis in giardino, un giardino ben curato ad accompagnare il cammino della Passione di Cristo. Superato il ponte napoleonico sulla destra si trova anche la Statua in marmo della Vergine Maria contornata dal gelsomino, a sinistra una siepe di photinia e a destra numerose azalee e qualche ortensia.